# Oslobođenje

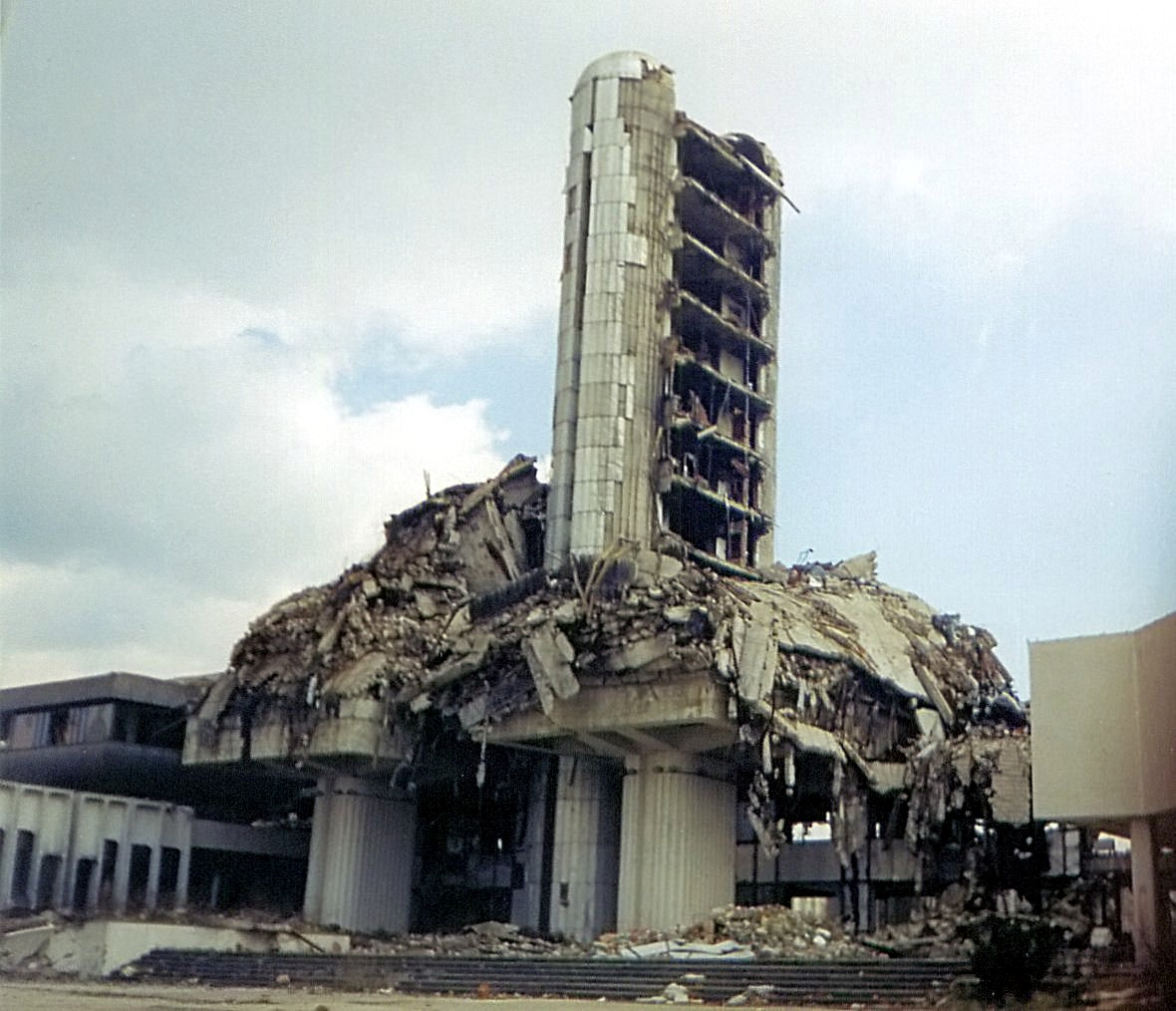
Le bâtiment dans lequel était imprimé le journal a été détruit en 1992.

Oslobodjenje (libération) est un quotidien publié à Sarajevo.
Journal fondé en 1943 par des partisans luttant contre l'occupation allemande de la Yougoslavie, Oslobodjenje a pour objet, selon Zlatko Disdarevic, un des rédacteurs, de préserver la Bosnie-Herzégovine en tant qu'État multi-ethnique et de la défendre.
« Nous n'entendions pas, ce faisant, entraîner la mort, la partition ou la suppression de cette région de la carte du monde. La population de Sarajevo, de la Bosnie et de l'Herzégovine continuera à lutter contre la partition dont l'Europe est à l'origine. »
Malgré la destruction du bâtiment le 20 juillet 1992, quelque 70 rédacteurs, bosniaques, serbes et croates, continuent à publier le journal pendant le siège de Sarajevo, depuis un abri installé dans les caves. 5 journalistes meurent pendant la guerre et 25 autres sont blessés. Le journal a reçu de nombreux prix, dont le Prix Sakharov pour la liberté de pensée en 1993. 